# The Heart of a Waif
The Heart of a Waif è un cortometraggio muto del 1915 diretto da Charles Seay (Charles M. Seay).

## Produzione
Il film fu prodotto dalla Edison Company.

## Distribuzione
Distribuito dalla General Film Company, il film - un cortometraggio in una bobina - uscì nelle sale cinematografiche USA il 24 aprile 1915.